# تغییر متغیر اویلر
تغییر متغیر اویلر یک روش برای یافتن حاصل انتگرال‌های به فرم زیر است:
{\displaystyle }
که در آن {\displaystyle } یک تابع گویا از {\displaystyle } و {\displaystyle } است. در چنین مواردی انتگرال را می‌توان با تغییر متغیر اویلر به دست آورد.

## اولین تغییر متغیر اویلر
اولین قانون تغییر متغیر اویلر هنگامی استفاده می‌شود که {\displaystyle a>0} . در این تغییر متغیر از طریق برابری {\displaystyle {\sqrt {ax^{2}+bx+c}}=\pm x{\sqrt {a}}+t} به دست می‌آید: {\displaystyle x={\frac {c-t^{2}}{\pm 2t{\sqrt {a}}-b}}} و {\displaystyle \mathrm {d} x} هم همچون {\displaystyle x} بر حسب {\displaystyle t} قابل بیان است.
در این تغییر متغیر انتخاب علامت مثبت یا منفی می‌تواند انتخاب شود.

## دومین تغییر متغیر اویلر
اگر {\displaystyle c>0} باشد ما چنین برابری‌ای را حل می‌کنیم: {\displaystyle {\begin{aligned}{\sqrt {ax^{2}+bx+c}}=xt\pm {\sqrt {c}}.\end{aligned}}}
و {\displaystyle x} چنین به دست خواهد آمد: {\displaystyle x={\frac {\pm 2t{\sqrt {c}}-b}{a-t^{2}}}.}
مشابه مورد بالا {\displaystyle dx} نیز برحسب {\displaystyle t} به دست خواهد آمد.

## سومین تغییر متغیر اویلر
اگر چندجمله‌ای {\displaystyle ax^{2}+bx+c} دارای ریشه های حقیقی {\displaystyle \alpha } و {\displaystyle \beta } باشد می‌توان با معادله‌ی زیر،  {\displaystyle x} و {\displaystyle dx} را بر حسب {\displaystyle t} به دست آورد.
{\displaystyle {\sqrt {ax^{2}+bx+c}}={\sqrt {a(x-\alpha )(x-\beta )}}=(x-\alpha )t}
که نتیجه خواهد داد:
{\displaystyle x={\frac {a\beta -\alpha t^{2}}{a-t^{2}}}}

## مثال‌ها

### نمونه‌هایی برای اولین تغییر متغیر اویلر

#### یک
در انتگرال {\displaystyle \int \!{\frac {\mathrm {d} x}{\sqrt {x^{2}+c}}}}  ما می توانیم با استفاده از اولین تغییر متغیر و برابری {\displaystyle {\sqrt {x^{2}+c}}=-x+t} حاصل زیر را داشته باشیم:
{\displaystyle x={\frac {t^{2}-c}{2t}}\quad \quad \mathrm {d} x={\frac {t^{2}+c}{2t^{2}}}\,\mathrm {d} t}
{\displaystyle {\sqrt {x^{2}+c}}=-{\frac {t^{2}-c}{2t}}+t={\frac {t^{2}+c}{2t}}}
بر اساس این چنین چیزی به دست خواهد آمد:
{\displaystyle \int {\frac {\mathrm {d} x}{\sqrt {x^{2}+c}}}=\int {\frac {\frac {t^{2}+c}{2t^{2}}}{\frac {t^{2}+c}{2t}}}\,\mathrm {d} t}
{\displaystyle =\int \!{\frac {\mathrm {d} t}{t}}=\ln |t|+C=\ln |x+{\sqrt {x^{2}+c}}|+C}
به ازای {\displaystyle c=\pm 1}، چنین فرمول‌هایی به دست می‌آید.
{\displaystyle \int {\frac {\mathrm {d} x}{\sqrt {x^{2}+1}}}={\mbox{arsinh}}(x)+C}
{\displaystyle \int {\frac {\mathrm {d} x}{\sqrt {x^{2}-1}}}={\mbox{arcosh}}(x)+C\quad (x>1)}

#### دو
برای پیدا کردن پاسخ  {\displaystyle \int {\frac {1}{x{\sqrt {x^{2}+4x-4}}}}} طبق اولین جایگزینی اویلر خواهیم داشت: {\displaystyle {\sqrt {x^{2}+4x-4}}={\sqrt {1}}x+t=x+t} و با به توان دو رساندن دو طرف معادله خواهیم داشت:{\displaystyle x^{2}+4x-4=x^{2}+2xt+t^{2}} ؛
{\displaystyle x^{2}}ها حذف خواهند شد و در پایان {\displaystyle x} برابر با {\displaystyle x={\frac {t^{2}+4}{4-2t}}} خواهد شد.{\displaystyle dx} را با مشتق گرفتن از دو سمت معادله‌ی فوق به دست آورده و با جایگزین کردن مقادیر پاسخ انتگرال را به دست می‌آوریم:
{\displaystyle dx={\frac {-2t^{2}+8t+8}{(4-2t)^{2}}}dt}{\displaystyle \int {\frac {dx}{x{\sqrt {x^{2}+4x-4}}}}=\int {\frac {{\frac {-2t^{2}+8t+8}{(4-2t)^{2}}}dt}{({\frac {t^{2}+4}{4-2t}})({\frac {-t^{2}+4t+4}{4-2t}})}}=2\int {\frac {dt}{t^{2}+4}}=tan^{-1}(t/2)+C} است و {\displaystyle t={\sqrt {x^{2}+4x-4}}-x}  پس{\displaystyle \int {\frac {1}{x{\sqrt {x^{2}+4x-4}}}}=tan^{-1}({\frac {{\sqrt {x^{2}+4x-4}}-x}{2}})+C}